# عرکی، قنا
عرکی (به عربی: العركي)، روستایی از توابع فرشوط در استان قنا و کشور مصر است.

## جمعیت
براساس سرشماری سال ۲۰۰۶ مصر، جمعیت آن ۱۵۶۶۱ نفر(۷۸۶۶ مرد و  ۷۷۹۵  زن) بوده‌است.